# Lingua övdaliana
L'övdaliano o elfdaliano (in övdaliano övdalsk o övdalską, in svedese älvdalska o älvdalsmål) è una lingua della famiglia delle lingue scandinave orientali (e quindi imparentata con lo svedese), parlata da circa 3 000 persone nel comune di Älvdalen, che si trova nella regione centro-settentrionale del Dalarna.
Tradizionalmente considerato un dialetto svedese, è oggi ritenuto una lingua a sé stante. Come altre parlate della provincia, l'Älvdalsmål è una lingua molto conservativa che ha mantenuto stretti rapporti, fonologici e morfosintattici con la lingua norrena.